# ПФЛ Сремска Митровица 2020/21.
Подручна лига Сремска Митровица је једна од 31 Окружних лига у фудбалу. Окружне лиге су пети ниво лигашких фудбалских такмичења у Србији. Виши степен такмичења је Војођанска лига Југ, a нижи Међуопштинска лига Срем. Лига је основана 2009. године и тренутно броји 18 клубова.

## Промене у саставу лиге
Из ВФЛ Југ у ПФЛ Сремске Митровице ни један клуб није испао.
 Из Међуопштинска лига Срем у ПФЛ Сремске Митровице су се пласирали:

- БСК из Бешенова (као првопласирани тим Међуопштинске лиге Срем, група Запад у претходној сезони)
- Сремац из Добринаца (као првопласирани тим Међуопштинске лиге Срем, група Исток у претходној сезони)

## Клубови у сезони 2020/21
| Клуб           | Место                  | Општина/Град           |
| -------------- | ---------------------- | ---------------------- |
| Раднички (Ш)   | Шид                    | Општина Шид            |
| Хајдук (Б)     | Бешка                  | Општина Инђија         |
| ЛСК Лаћарак    | Лаћарак                | Град Сремска Митровица |
| Љуково         | Љуково                 | Општина Инђија         |
| Напредак (П)   | Попинци                | Општина Пећинци        |
| Борац (К)      | Кленак                 | Општина Рума           |
| БСК Бешеново   | Бешеново               | Град Сремска Митровица |
| ПСК Путинци    | Путинци                | Општина Рума           |
| ГФК Словен     | Рума                   | Општина Рума           |
| Партизан (В)   | Витојевци              | Општина Рума           |
| Рудар (В)      | Врдник                 | Општина Ириг           |
| Железничар (И) | Инђија                 | Општина Инђија         |
| Доњи Срем 2015 | Пећинци                | Општина Пећинци        |
| ФК Митрос      | Град Сремска Митровица | Град Сремска Митровица |
| Борац (М)      | Мартинци               | Град Сремска Митровица |
| Хајдук (В)     | Вишњићево              | Општина Шид            |
| Сремац (Д)     | Добринци               | Општина Рума           |
| Слога (В)      | Вогањ                  | Општина Рума           |